# Shakugan no Shana
Shakugan no Shana (яп. 灼眼のシャナ Сякуган но Сяна), также известная как просто Сяна — серия романов «лайт-новел», написанных Яситиро Такахаси и проиллюстрированных Нойдзи Ито, а также связанных с ними произведений аниме и манги. Издательство ASCII Media Works в период с ноября 2002 года по ноябрь 2012 года опубликовало 26 романов в своём издании Dengeki Bunko. Центральным персонажем произведения является обычный ученик высшей школы Сакаи Юдзи, оказавшийся втянутым в борьбу двух противодействующих сил и вставший на сторону Сяны, борца за баланс в мире. Этот сериал сочетает в себе такие жанры, как фэнтези и повседневность.
Помимо романов, также выпущено 12 томов манги (10 томов манги Shakugan no Shana и 2 тома манги Shakugan no Shana X Eternal song: Harukanaru Uta), их выпуском занималась компания ASCII Media Works, публикация происходила в журнале Dengeki Maoh. По новеллам снят аниме-телесериал, состоящий из трёх сезонов: Shakugan no Shana (демонстрировался на телеканалах Японии с октября 2005 года по март 2006 года), Shakugan no Shana Second (с октября 2007 года по март 2008 года) и Shakugan no Shana Final (с октября 2011 года по март 2012 года). Сезоны выходили по мере выпуска «лайт-новел», каждый из них включает в себя по 24 серии. Также летом 2007 года вышел полнометражный художественный фильм. Компьютерная игра для консоли PlayStation 2 вышла в марте 2006 года, а в марте 2007 года была портирована на Nintendo DS. По сообщению «Майнити симбун», в 2008 году женская школьная форма из данного аниме, предназначенная для косплея, заняла третье место по продаваемости. В 2009—2010 годах также был выпущен OVA-сериал из четырёх эпизодов под названием «Shakugan no Shana S».
На территории Северной Америки романы и первая серия манги были лицензированы компанией Viz Media, однако затем выпуск был прекращён. Компания Geneon изначально приобрела права на первый сезон аниме для демонстрации в США, но позднее лицензия перешла к Funimation Entertainment, которая лицензировала также и остальные сезоны. Критики положительно высказывались о серии за преподнесение в сериале типичных элементов жанра и их развитие в сторону улучшения. Тем не менее, отмечались проблемы с ритмом развития сюжета.

## Сюжет
Обычным утром, таким же, как и все другие… В день, не отличающийся от прочих, я и представить себе не мог, что скоро мне откроется совершенно иной мир… И я никогда бы не подумал, что умру.Юдзи
В тот день обычный японский школьник Сакаи Юдзи возвращался домой. Но вдруг абсолютно всё замерло, а пространство окрасилось в багровый цвет. Но единственный, кто это видел, был Юдзи. Люди стояли неподвижно, машины не двигались, маленький ребёнок завис в падении. И появилось существо, похожее на огромную куклу, и принялось пожирать людей. Растерявшийся Юдзи закричал, обратив на себя внимание существа. Кукла потянула руку к нему, но удар огненного меча со свистом отрубил её. Тогда Юдзи увидел странную девушку с яркими волосами, которая является так называемым Огненным Туманом, задача которого охотиться на монстров Томогара и их слуг — Риннэ. Томогара живут в своём собственном, «Багровом» мире, и приходят в людской лишь для того, чтобы добывать «энергию существования».
Ещё более странным оказалось то, что по словам спасительницы Юдзи был уже мёртв — за несколько дней до этого события настоящий юноша уже был съеден и заменён на так называемый Факел, которыми Томогара заменяют съеденных людей, чтобы их внезапное исчезновение не привело к коллапсу мира. Это лишь временный заменитель, который потихоньку сгорает, забирая из памяти людей все воспоминания о съеденном человеке. Однако юноша решил не сидеть сложа руки, ожидая печальной участи, а начать сопротивление происходящему.

## Терминология мира Сяны
Огненный Туман (яп. フレイムヘイズ Фурэймухэйдзу,  от англ. Flame Haze)
Огненные туманы — воины, чья задача состоит в сохранении мира от коллапса. Каждый Огненный Туман работает совместно с Багровым королём и наследует часть его силы.
Томогара (яп. 紅世の徒 Гудзэ но Томогара)
Томогара — существа, которые, в большинстве случаев, не заботясь о балансе мира, используют Энергию существования в личных целях и являются основными противниками Огненных Туманов. Однако, есть и такие томогара, которые, наперекор своим прихотям, заботятся о балансе мира и стремятся поедать энергию существования в меньших количествах или поедать только энергию существования факелов перед их естественным исчезновением.
Багровый Король (яп. 紅世の王 Гудзэ но О:)
Багровые короли — сильнейшие томогара. Некоторые из них заключают контракты с Огненными Туманами, передавая им часть своей силы, чтобы предохранять мир от коллапса и сражаться с теми Томогара, которые стремятся нарушить баланс. Такие багровые короли чаще всего представлены в виде магических предметов, например, книги или амулета (притом, каким конкретно будет магический предмет выбирает сам Огненный Туман). Появление Багрового Короля в нашем мире может привести к непоправимым последствиям, так как его силу очень сложно сдерживать и контролировать. В случае смерти Огненного Тумана, его Багровый Король вынужден уйти из мира людей. Однако Сяна обладает возможностью высвобождать Аластора, не навредив при этом миру людей.
Риннэ (яп. 燐子 Риннэ)
Слуги Томогар. Достают Энергию существования для своих хозяев. Как правило, съедая людей.
Печать (яп. 封絶 Фу:дзэцу)
Особое пространство, в котором останавливается время. Всё, что находится внутри него, отделяется от реального мира, «запечатывается». Устанавливается Огненными Туманами и Томогара, чтобы скрыть следы своей деятельности. Кроме того, в Печати происходят сражения. Объекты реального мира могут быть повреждены даже внутри Печати. Перед её снятием всё, что было повреждено — восстанавливается с помощью Энергии существования.
Факел (яп. トーチ То:ти)
Факел является временной заменой для людей, чья энергия существования была съедена Томогарами. Их создают, чтобы предотвратить коллапс мира. Главная особенность факела в том, что по мере его угасания (то есть исчерпания энергии существования) угасает и память людей о том человеке, которого заменил Факел. Таким образом, к моменту исчезновения Факела получается так, что съеденного человека как будто вообще и не существовало.
Мистес (яп. ミステス Мисутэсу)
Особая разновидность Факела, содержащая в себе Хогу. Обладают некоторыми преимуществами по сравнению с обычными Факелами. Например, Мистесы способны отличать человека от Факела, на них не действуют ограничения Печати и т. п.
Хогу (яп. 宝具 Хо:гу)
Магический артефакт. Может дать своему владельцу новые способности или использоваться в качестве оружия. Различные Хогу обладают самыми разнообразными свойствами.
Энергия существования (яп. 存在の力 Сондзай но Тикара)
Является своего рода топливом для людей и источником магической силы для Огненных Туманов и Томогара. Главный объект охоты последних. Именно за ней Томогара приходят в наш мир и ради неё пожирают людей.

## Список персонажей

### Люди
- Эйта Танака (яп. 田中 栄太 Танака Эйта) — одноклассник Юдзи, до 2 сезона помогал Марджори и восхищался ею, однако прекратил помогать после ненастоящей «смерти» Огаты.
- Кэйсаку Сато (яп. 佐藤 啓作 Сато: Кэйсаку) — одноклассник Юдзи, помогал Марджори и был влюблён в неё, принимал участие в некоторых сражениях с томогара.
- Тигуса Сакай (яп. 坂井 千草 Сакай Тигуса) — мать Юдзи Сакая, помогала советами Сяне, учила её готовить.
- Матакэ Огата (яп. 緒方 真竹 Огата Матакэ) — одноклассница Юдзи и Сяны, любит Эйту.
- Хаято Икэ (яп. 池 速人 Икэ Хаято) — лучший друг Юдзи, не знающий, кем является Юдзи.
- Кадзуми Ёсида (яп. 吉田 一美 Ёсида Кадзуми) — одноклассница Юдзи, влюблённая в него, борется за Юдзи против Сяны, в первом сезоне узнаёт о мире Багровых и о том, кем является Юдзи, но любит его всё равно.

### Огненные Туманы и Багровые короли
- Сяна (яп. シャナ), Пламенноволосая Огнеглазая Охотница (яп. 「炎髪灼眼の討ち手」, Эмпацу Сякуган но Утитэ) — главная героиня аниме и манги Shakugan no Shana. Чаще всего она сфокусирована на своей должности в роли Огненного Тумана (это можно заметить во второй серии, когда Юдзи спрашивал у неё имя, на что она отвечала ему, что она лишь Огненный Туман и имя ей не нужно). Что же касается её отношения к Сакаи Юдзи, она считает его просто Факелом, даже часто называет его как предмет. Однако впоследствии она начинает задумываться о парне, как о человеке, и в конечном счёте понимает, что влюблена в него. До встречи с Юдзи она называла себя только по титулу «Пламенноволосая Огнеглазая» или по имени своего меча, Ниэтоно но Сяна (яп. 贄殿遮那, Незримая Преграда Храма). Именно благодаря этому Юдзи решил называть девушку Сяной. Она имеет привычку к высказыванию «Урусай! Урусай! Урусай!» что означает «Замолчи! Замолчи! Замолчи!» всякий раз, когда Юдзи задаёт ей вопросы или вносит замечания, которые нарушают её точку зрения. Её любимое блюдо — дынные булочки.

Сэйю: Риэ Кугимия.
- Аластор (яп. アラストール, Арасуто: ру), Всепоглощающее Пламя Между Небом и Землёй (яп. 「天壌の劫火」, Тэндзё: но Го: ка) — связанный с Сяной Багровый Король. Обычно имеет форму кулона с танцующими в нём искрами пламени. Считается одним из сильнейших Багровых Королей.
  - Аластор — имя одного из демонов ада. В греческой мифологии Аластор считался духом семейной вражды, в христианской традиции — это имя адского палача.
- Марджори До (яп. マージョリー・ドー, Ма: дзёри До:), Декламирующая Песнопения (яп. 「弔詞の詠み手」, Тё: си но Ёмитэ)
  - Марко зачастую называет её «Мой возлюбленный кубок», от чего и страдает. Однако, как оказывается впоследствии — Марджери в каком-то смысле является запечатанным сосудом для тех чувств, из-за которых она и стала Огненным Туманом.
- Маркосиас (яп. マルコシアス Марукосиасу), Клык и Коготь Попрания (яп. 蹂躙の爪牙 Дзю:рин но Со:га), также просто Марко, или, как его называет Маджори, "Дурак-Марко" (яп. 馬鹿マルコ Бака Маруко) — Багровый Томогара, имеющий форму гримуара.
  - Маркосиас (неправильное прочтение имени Мархосиас, англ. Marchosias) — имя одного из маркизов ада, командующего тридцатью легионами демонов.
- Вильгельмина — служанка, работавшая в Небесном дворце; Огненный туман, Повелительница тысячи лент, участвует в войне с Маскарадом.
  - Тиамат — багровая королева, связанная с Вильгельминой, используется как маска во время боя и как что-то вроде косынки для служанок.

### Маскарад
- Маскарад — армия Томогара и Риннеров, сражающаяся против Огненных туманов.
- Геката — одна из предводителей Маскарада, хотела заполучить Полуночное Дитя для создания специального Фонтана Энергии.
- Сидонай тысяча перемен — предводитель Маскарада, в некотором смысле поклоняется Гекате, даже любит её, старый враг Марджори, один из Генералов во время битвы с Огненными туманами в 3 сезоне.
- Бел Пеол — предводительница Маскарада, владеющая цепями в качестве оружия.
- Змей Фестиваля (Сакай Юдзи) — бог Багровых, вселившийся в тело Юдзи в начале 3 сезона, становится верховным предводителем Маскарада.

### Томогара и Риннеры
- Охотник Фриагне (яп. 狩人フリアグネ Карю:до Фуриагунэ) — был известен как «Охотник на Огненных Туманов». Для того, чтобы его Риннэ, Марианна, обрела вечность, он стремился собрать огромное количество энергии существования, проведя ритуал «Пожирания городов».
- Марианна (яп. マリアンヌ Марианнэ) — Риннер Фриагне. Первая Риннэ, показанная в сериале. Именно она и сбежала от Сяны при первом их столкновении.
- Собиратель Мёртвых Рами (яп. 屍拾いラミー Сикабанэ Хирой Рами), также известный как Спиральный Орга́н (яп. 螺旋の風琴 Расэн но Фу:кин) — величайший чародей Багрового мира, собирающий энергию существования для исполнения своего желания. Однако, в отличие от многих Томогар, он собирает эту энергию не от живых людей, а от готовых погаснуть Факелов, тем самым не нарушая баланс. За многие годы такой практики он собрал немыслимое количество энергии, и если он погибнет и эта энергия выплеснется наружу, она может очень сильно расшатать, а то и вовсе уничтожить баланс между мирами.
- Сорат Айдзэндзи (яп. 愛染自ソラト Айдзэндзи Сорат, Любящий себя) — Томогара, который полностью сосредоточен на своих желаниях и не обращает внимания ни на что другое. Его последним желанием было заполучить меч Ниэтоно но Сяна, и ради этого он пожертвовал сестрой и собой.
- Тириэль Айдзэнта (яп. 愛染他ティリエル Айдзэнта Тириэру, Любящая других) — Томогара, сестра Сората, влюблённая в него. Она говорит, что существует только для того, чтобы исполнять его желания, и, в конце концов, погибает, пытаясь помочь брату исполнить его желание. Уничтожая Сората, Сяна винится перед ней за то, что вынуждена была разрушить её посмертную мечту.
- Радужные Крылья Мэрихим (яп. 虹の翼メリヒム Нидзи но Цубаса Мэрихиму), также известен как Сиро (яп. 白, Белый) — был учителем рукопашного боя Сяны. Исполняя просьбу предыдущей Пламенноволосой Огнеглазой Охотницы, в которую был влюблён, и которая погибла, приняв в себя Пламя Аластора, обучал Сяну всем премудростям боя, приняв облик скелета, и, после того, как Сяна стала Пламенноволосой Огнеглазой, вернулся в свой прежний облик и дал девочке последний урок.

### Мистесы
- Юдзи Сакай (яп. 坂井悠二) — обладатель хогу Полуночное Дитя (каждую полночь полностью восстанавливает энергию существования хозяина). Главный протагонист ранобэ и аниме. Во втором сезоне открывается тайна его Полуночного Дитя, в котором оказалась запечатана сила серебряного. В третьем сезоне становится богом томогара — Змеем Фестиваля. В финальной битве Юдзи раскрывает своё собственное Неограниченное заклинание, которое выглядит как коллекция ясных кристаллов и используется прежде всего как щит, но его универсальность связана только с волей Юдзи и даже была засвидетельствована, что она используется как средство телепортации. Когда Ламия входит в Ксанаду после выполнения своего желания, она предоставляет Юдзи новое неограниченное заклинание «Грамматика». Затем она просит Юдзи задуматься над его именем и значением. В конце, когда Юдзи принимает чувства Шаны они целуются, Грамматика активизирует восстановление существования Юдзи, так что Юдзи больше не является факелом. С помощью другого заклинания от Ламии Юдзи успешно восстанавливает всех людей в городе Мисаки, чьё существование было поглощено Денизенами. Позже он и Шана вместе отправляются в Ксанаду.
- Тэммоку Икко (яп. 天目一個) — сильнейший из мистесов. Находил и убивал самых сильных Томогара. Стал мистесом добровольно, чтобы передать меч Ниэтоно но-Сяна сильнейшему, тому, кто сможет его победить.
- Йохан (Бессмертный Любовник) — мистес, в которого была влюблена Королева Багрового Мира — Филес (Пленительный Каприз). Именно для него Филес создала Полуночное Дитя, которое после смерти Йохана перешло к Сакаю Юдзи.

## Список Хогу
Полночное Дитя (яп. 零時迷子 Рэйдзи Майго)
Ровно в двенадцать часов ночи полностью восстанавливает энергию существования своего хозяина. Благодаря этому Хогу Юдзи не исчезает, как обычные Факелы, из-за истощения энергии существования.
Геральда — хогу, которое Филес дала Ёсиде для того чтобы та ценой своей жизни вызвала Филес для помощи в бою. На самом деле не убивает пользователя. Хранит часть души Йохана.

## Создание
В ранних набросках будущего произведения Shakugan no Shana Ясихиро Такахаси построил сюжет в ином направлении, отличном от окончательной версии, и описал главную героиню как взрослую женщину, похожую на Марджори До, хотя и схожую по характеру с Сяной. Однако после беседы с редактором Такахаси сделал главную героиню молодой девушкой. Он использовал малый рост Сяны в качестве символа истории её взросления, а также в качестве акцента на физическом конфликте между ней и её противниками. В начале августа 2002 года к работе в качестве иллюстратора присоединилась Нойдзи Ито. Она была сильно впечатлена работой над проектом после прочтения рукописи первого романа. Это был первый раз, когда она занялась созданием иллюстраций для книги.
Вскоре после написания Shakugan no Shana Такахаси выпустил своё дебютное произведение A/B Extreme, за что удостоился благодарности на восьмой церемонии вручения награды Dengeki Novel Prize в 2001 году. По его собственному признанию, роман A/B Extreme был слишком сложен для понимания простыми читателями, и он хотел, чтобы его следующей работой стало нечто более простое. Например, первой предпосылкой романа Shakugan no Shana была обычная школьная история о мальчике и девочке, а тема любви первоначально не затрагивалась. После демонстрации своей работы редактору автор получил возможность писать историю так, как он считал нужным.

## Издания

### Романы и книги
Shakugan no Shana началась как серия романов лайт-новел, написанных Ясихиро Такахаси и проиллюстрированных Нойдзи Ито. В период с 9 ноября 2002 года по 10 ноября 2012 года издательство ASCII Media Works опубликовало 26 томов в издании Dengeki Bunko; 22 книги содержат основной сюжет, остальные 4 являются сюжетными ответвлениями. Компания Viz Media приобрела права на распространение романов, переведённых на английский язык, на территории США. Первая книга вышла 17 апреля 2007 года, а следующие две были опубликованы 16 октября 2007 года. Последующие книги компания Viz Media не публиковала. Романы издавались также на территории Южной Кореи (компанией Daewon C.I.), Тайваня и Гонконга (Kadokawa Media).
10 декабря 2005 года издательством ASCII Media Works был опубликован 160-страничный справочник под названием Shakugan no Shana no Subete (яп. 灼眼のシャナノ全テ, англ. All About Shakugan no Shana). Два других справочника, также опубликованных ASCII Media Works, были посвящены аниме-адаптации: Anime Shakugan no Shana no Subete (яп. アニメ 『灼眼のシャナ』 ノ全テ) (дата публикации — 27 октября 2006 года) и Anime Shakugan no Shana II no Subete (яп. アニメ 『灼眼のシャナII』 ノ全テ) (дата публикации — 19 октября 2009 года). Тем же издательством были выпущены три артбука, созданных Нойдзи Ито: Guren (яп. 紅蓮) (дата публикации — 25 февраля 2005 года), Kaen (яп. 華焔) (дата публикации — 9 августа 2007 года) и Sōen (яп. 蒼炎) (дата публикации — 10 августа 2009 года).

### Манга
Манга, нарисованная Аято Сасакурой по мотивам романов, публиковалась журнале Dengeki Daioh между апрелем 2005 года и октябрём 2011 года. Отдельные главы были собраны в 10 танкобонов, выпускавшихся в период с 27 октября 2005 года по 27 октября 2011 года. Ограниченное специальное издание второго танкобона поставлялось в комплекте с буклетом Grimoire. Для публикации в Северной Америке манга была лицензирована компанией Viz Media. Шесть томов манги публиковались ей в период с 17 апреля 2007 года по 21 сентября 2010 года; выпуск же последних четырёх томов был отменён. Манга также публиковалась на территории Южной Кореи (Daewon C.I.), Тайваня и Гонконга (Kadokawa Media).
Вторая манга Shakugan no Shana X Eternal song: Harukanaru Uta (яп. 灼眼のシャナX Eternal song -遙かなる歌-), нарисованная Сии Кией, была основана на событиях десятого романа. Её выпуск начался 19 сентября 2007 года в журнале Dengeki Black Maoh. Позднее публикация была перенесена в издание Dengeki Maoh, где проходила с декабря 2009 года по сентябрь 2012 года. Пять томов данной манги были опубликованы с 27 января 2009 года по 27 сентября 2012 года. Манга также публиковалась в Южной Корее, Тайване и Гонконге.

### Аниме
24-серийный аниме-сериал Shakugan no Shana демонстрировался в Японии с 6 октября 2005 года по 23 марта 2006 года по телеканалу TV Kanagawa. Аниме было создано на студии J.C.Staff, режиссёром выступил Такаси Ватанабэ, сценарий был написан Ясуко Кобаяси, главным аниматором стала Май Оцука, создавшая дизайны персонажей по образу и подобию оригинальных рисунков Нойдзи Ито. Звукорежиссёром был назначен Дзин Акэтагава, саундтрек был создан Коу Отани. Сериал впоследствии выпускался компанией Geneon в виде комплекта из восьми DVD-дисков. 8 декабря 2006 года вышла OVA-серия под названием Shakugan no Shana SP, действие которой разворачивается после 13-й серии оригинального аниме.
Анимационный фильм, снятый по мотивам первого романа и вошедший в программу кинофестиваля Dengeki Bunko, был продемонстрирован в японских кинотеатрах 21 апреля 2007 года. В создании фильма участвовали те же люди, что и в создании аниме-сериала. Версия фильма, показанная в кинотеатрах, составляла 65 минут. Зрители, посмотревшие фильм в кинотеатрах, имели возможность приобрести небольшую книгу Shakugan no Shana M, содержащую две коротких истории за авторством Ясихиро Такахаси. 21 сентября 2007 года данный фильм вышел в Японии в формате DVD в обычном и ограниченном изданиях, содержавших полную режиссёрскую версию длиной в 90 минут. 27 июля 2011 года фильм также был выпущен в формате Blu-ray.
Авторский состав принял участие в создании ещё двух анимационных сериалов и OVA-серий. 24-серийный второй сезон Shakugan no Shana Second (яп. 灼眼のシャナⅡ) демонстрировался с 5 октября 2007 года по 28 марта 2008 года по каналу MBS. Позднее он был выпущен компанией Geneon на DVD. 4-серийный OVA-сериал под названием Shakugan no Shana S выпускался на DVD и BD с 23 октября 2009 года по 29 сентября 2010 года. 24-серийный третий сезон Shakugan no Shana Final (яп. 灼眼のシャナIII -Final-) транслировался в период с 8 октября 2011 года по 24 марта 2012 года по Tokyo MX. С декабря 2011 года по июль 2012 года это аниме выпускалось компанией Geneon на DVD и BD.
Изначально дистрибуцией аниме в США занималась компания Geneon, но после её закрытия продажами сериала занялась Funimation Entertainment. В сентябре 2008 года Funimation выпустила бокс-сет с аниме, а в сентябре 2009 года переиздала его. 21 августа 2012 года Funimation издала первый сезон сериала в форматах DVD и BD, входящих в один комплект. 10 сентября 2012 года началось вещание аниме в США по телеканалу Funimation Channel. На территории Австралии и Новой Зеландии аниме и OVA-серии были лицензированы компанией Madman Entertainment, а в Великобритании — MVM Films. Позднее Funimation приобрела лицензию также и на анимационный фильм, второй и третий сезоны аниме и оставшиеся OVA-серии, хотя английский дубляж в них был осуществлён другими актёрами.

### Список серий

#### Shakugan no Shana
| | |                      |  |
| 01 | Конец всего, начало единственного «Субэтэ но Овари, Хитоцу но Хадзимари» (全ての終わり, 一つの始まり)                                                                                      | 9 октября 2005 года  |  |
| Однажды, возвращаясь со школы, Юдзи Сакай оказывается втянут в бой между двумя Риннэ и Пламенным Туманом из Багрового Королевства. После боя он обнаруживает, что уже мёртв.                                                                                  | |                      |  |
| 02 | Горящее пламя «Tomoru Honō» (灯る炎) | 16 октября 2005 года |  |
| Юкари Хирай становится Факелом и собирается исчезнуть. Не имея много времени в запасе, Юдзи пытается сделать её последние моменты жизни на Земле незабываемыми. После исчезновения Юкари Юдзи понимает, что всё ещё жив, и даёт Пламенному Туману имя «Сяна». | |                      |  |
| 03 | Факел и Огненный Туман «То:ти то Фурэйму Хэйдзу» (トーチとフレイムヘイズ) | 23 октября 2005 года |  |
| Сяна вступает в класс Юдзи, чтобы наблюдать за ним. На следующий день после школы на Сяну нападают Риннэ. | |                      |  |
| 04 | Растерянный Огненный Туман «Мадой но Фурэйму Хэйдзу» (惑いのフレイムヘイズ) | 30 октября 2005 года |  |
| Сяна на некоторое время останавливается в доме Юдзи. Позднее к Мисаки приходит другой Пламенный Туман по имени Марджори До и вступает в бой с Сяной. | |                      |  |
| 05 | Личные чувства «Соредзорэ но Омой» (それぞれの想い) | 6 ноября 2005 года   |  |
| 06 | Усложнение, Активация, Противостояние «Ко:саку, Хацудо:, Тайкэцу» (交錯•発動•対決) | 13 ноября 2005 года  |  |
| Фриагне решает как можно скорее начать ритуал «Пожирания городов». Сяне необходимо найти способ уничтожить его. | |                      |  |
| 07 | Два Огненных Тумана «Футари но Фурэйму Хэйдзу» (二人のフレイムヘイズ) | 20 ноября 2005 года  |  |
| Юдзи просит Сяну начать его обучение для будущих боёв, так как верит в то, что сможет помочь ей. Марджори До продолжате преследование Рами. | |                      |  |
| 08 | Возлюбленный Сосуд «Уруваси но Гобурэтто» (麗しのゴブレット) | 30 Ноября 2005       |  |
| 09 | Бассейн любви и стремлений «Кой то Якубо: но Пу:русайдо» (恋と欲望のプールサイド) | 4 Декабря 2005       |  |
| 10 | Запутанные чувства «Карамару Омой» (絡まる想い) | 11 Декабря 2005      |  |
| 11 | Юдзи, Сяна и поцелуй «Ю:дзи то Сяна то Кису» (悠二とシャナとキス) | 18 Декабря 2005      |  |
| 12 | Цветите, цветы в Колыбели «Юрикаго ни Хана ва Сайтэ» (ゆりかごに花は咲いて) | 25 Декабря 2005      |  |
| 13 | Объявление войны на школьном дворе «Ко:ся Ура но Сэсэн Фукоку» (校舎裏の宣戦布告) | 8 Января 2006        |  |
| 14 | Великий человек «Идай нару Моно» (偉大なる者) | 15 Января 2006       |  |
| 15 | День, когда родилось Пламя «Хоно: но Умарэта Хи» (炎の生まれた日) | 22 Января 2006       |  |
| 16 | Пламенноволосая Огнеглазая Охотница «Эмпацу Сякуган но Утитэ» (炎髪灼眼の討ち手) | 29 Января 2006       |  |
| 17 | Новое начало «Аратанару Дзёсё:» (新たなる序章) | 5 Февраля 2006       |  |
| 18 | Разбитые мечты «Кудакэру Нэгай» (砕ける願い) | 12 Февраля 2006      |  |
| 19 | В разгар битвы «Татакай но Нака дэ» (戦いの中で) | 19 Февраля 2006      |  |
| 20 | Бессердечная Вильгельмина «Хидзё: но Вирухэрумина» (非情のヴィルヘルミナ) | 26 Февраля 2006      |  |
| 21 | Далёкие чувства «Тодзакару Омой» (遠ざかる想い) | 5 Марта 2006         |  |
| 22 | Трепещущее пламя «Юрагу Хоно:» (揺らぐ炎) | 12 Марта 2006        |  |
| 23 | Сражение во Дворце Созвездий «Сэйрэйдэн но Татакай» (星黎殿の戦い) | 19 Марта 2006        |  |
| 24 | Багровые Чувства «Гурэн но Омой» (紅蓮の想い) | 26 Марта 2006        |  |
| OVA | Shakugan no Shana, спецвыпуск: Любовь и внешкольные занятия на горячих источниках! «Сякуган но Сяна Токубэцу Хэн Кой то Онсэн но Ко:гай Гакусю:» (灼眼のシャナ 特別編 恋と温泉の校外学習!) | 8 Декабря 2006       |  |

#### Shakugan no Shana Second
| Список серий «Shakugan no Shana Second» | Список серий «Shakugan no Shana Second»                               | Список серий «Shakugan no Shana Second» |  |
| №                                       | Название                                                              | Дата выхода в Японии                    |  |
| --------------------------------------- | --------------------------------------------------------------------- | --------------------------------------- |  |
|                                         |                                                                       |                                         |  |
| 01                                      | Повторение «Футатаби но Коку» (再びの刻)                              | 5 Октября 2007                          |  |
| 02                                      | Начало Всего «Субэтэ но Дзёсё:» (全ての序章)                          | 12 Октября 2007                         |  |
| 03                                      | Подозрительный студент по обмену «Гиваку но Тэнко:сэй» (疑惑の転校生) | 19 Октября 2007                         |  |
| 04                                      | Печальные девочки «Урэй но Сё:дзётати» (憂いの少女達)                 | 26 Октября 2007                         |  |
| 05                                      | Семейное застолье «Кадзоку но Сёкутаку» (家族の食卓)                  | 2 Ноября 2007                           |  |
| 06                                      | Накануне испытаний «Сирэн но Дзэнъя» (試練の前夜)                     | 9 Ноября 2007                           |  |
| 07                                      | Хаято Икэ, День Славы «Икэ Хаято, Эйко: но Хи» (池速人, 栄光の日)     | 16 Ноября 2007                          |  |
| 08                                      | Дверь в прошлое «Како э но Тобира» (過去への扉)                       | 23 Ноября 2007                          |  |
| 09                                      | Печальная Веха «Канасими но Майрусуто:н» (悲しみのマイルストーン)     | 30 Ноября 2007                          |  |
| 10                                      | Вернувшийся домой «Каэттэкита Отоко» (帰って来た男)                   | 7 Декабря 2007                          |  |
| 11                                      | Двое, связанных обещанием «Якусоку но Футари» (約束の二人)            | 14 Декабря 2007                         |  |
| 12                                      | Фестиваль Сэйсю начинается «Сэйсю:сай Хадзимару» (清秋祭始まる)       | 21 Декабря 2007                         |  |
| 13                                      | Сближение - и знак «Сю:соку, Соситэ Кидзаси» (収束, そして兆し)       | 11 Января 2008                          |  |
| 14                                      | Бессмертный Возлюбленный «Эйэн но Койбито» (永遠の恋人)               | 18 Января 2008                          |  |
| 15                                      | Пробуждение «Какусэй» (覚醒)                                          | 25 Января 2008                          |  |
| 16                                      | Бесконечная Любовь «Цукисэну Омой» (つきせぬ想い)                     | 1 Февраля 2008                          |  |
| 17                                      | Свой путь «Сорэдзорэ но Мити» (それぞれの道)                          | 8 Февраля 2008                          |  |
| 18                                      | Запутавшийся Юдзи «Сакусо: но Ю:дзи» (錯綜の悠二)                     | 15 Февраля 2008                         |  |
| 19                                      | То, что не смог сказать «Иэнакатта Кото» (言えなかったこと)           | 22 Февраля 2008                         |  |
| 20                                      | Багряная схватка «Аканэиро но Сито:» (茜色の死闘)                     | 29 Февраля 2008                         |  |
| 21                                      | Соединённая сила «Авасэру Тикара» (合わさる力)                        | 7 Марта 2008                            |  |
| 22                                      | Канун Рождества «Курисумасу Ибу» (クリスマス•イブ)                    | 14 Марта 2008                           |  |
| 23                                      | Признак угрозы «Кинан но Тайдо:» (危難の胎動)                         | 21 Марта 2008                           |  |
| 24                                      | Та, которую я должен защитить «Мамору бэки Моно» (守るべきもの)       | 27 Марта 2008                           |  |

#### Shakugan no Shana Specials
| Список серий «Shakugan no Shana Спецвыпуск» | Список серий «Shakugan no Shana Спецвыпуск»                      | Список серий «Shakugan no Shana Спецвыпуск» |  |
| №                                           | Название                                                         | Дата выхода в Японии                        |  |
| ------------------------------------------- | ---------------------------------------------------------------- | ------------------------------------------- |  |
|                                             |                                                                  |                                             |  |
| 1                                           | Перетасовка «Рисяффуру» (リシャッフル)                           | 23 Октября 2009                             |  |
| 2                                           | Местожительство «Домисайру» (ドミサイル)                         | 26 Февраля 2010                             |  |
| 3                                           | Увертюра (часть первая) «О:ба:тюа Дзэмпэн» (オーバーチュア 前編) | 25 Июня 2010                                |  |
| 4                                           | Увертюра (часть вторая) «О:ба:тюа Кохэн» (オーバーチュア 後編)   | 29 Сентября 2010                            |  |

#### Shakugan no Shana Mini Specials
| Список серий «Shakugan no Shana Mini Specials» | Список серий «Shakugan no Shana Mini Specials» | Список серий «Shakugan no Shana Mini Specials» |  |
| №                                              | Название | Дата выхода в Японии                           |  |
| ---------------------------------------------- | --- | ---------------------------------------------- |  |
|                                                | |                                                |  |
| Сяна-тан                                       | |                                                |  |
| 01                                             | Огнеглазая Сяна-тан «Сякуган но Сяна-тан» (灼眼のシャナたん) | 25 Января 2006                                 |  |
| 02                                             | Огнеглазая Сяна-тан возвращается «Сякуган но Сяна-тан Рита:ндзу» (灼眼のシャナたん りたーんず)                                                                  | 25 Мая 2006                                    |  |
| 03                                             | «Огнеглазая Сяна-тан» Фильм «Гэкидзё:бан Сякуган но Сяна-тан» (劇場版 灼眼のシャナたん)                                                                         | 21 Сентября 2007                               |  |
| 04                                             | Огнеглазая Сяна-тан, Начало «Сякуган но Сяна-тан Бигиндзу» (灼眼のシャナたん びぎんず)                                                                          | 25 Января 2008                                 |  |
| 05                                             | Огнеглазая Сяна-тан и Ёсида: Фумина Коноэ наносит ответный удар «Сякуган но Сяна-тан & Ёсида -Коноэ Фумина но Гякусю:-» (灼眼のシャナたん&吉田-近衛史菜の逆襲-) | 23 Мая 2008                                    |  |
| 06                                             | Огнеглазая Сяна-тан, Месть «Сякуган но Сяна-тан Рэбэндзи» (灼眼のシャナたん れべんじ)                                                                           | 18 Октября 2009                                |  |
| 07                                             | Огнеглазая Сяна-тан G «Сякуган но Сяна-тан G» (灼眼のシャナたん G)                                                                                              | 23 Октября 2009                                |  |
| 08                                             | Огнеглазая Сяна-тан Dos «Сякуган но Сяна-тан Dos» (灼眼のシャナたん Dos)                                                                                        | 26 Февраля 2010                                |  |
| 09                                             | Огнеглазая Сяна-тан Tri «Сякуган но Сяна-тан Tri» (灼眼のシャナたん Tri)                                                                                        | 26 Июля 2010                                   |  |
| 10                                             | Огнеглазая Сяна-тан, Рубеж «Сякуган но Сяна-тан Frontier» (灼眼のシャナたん Frontier)                                                                           | 29 Сентября 2010                               |  |
| Геката-тан                                     | |                                                |  |
| 01                                             | Верховная Геката-тан «Итадаки но Хэкатэ:-тан» (頂のヘカテーたん)                                                                                                | Октябрь 2006                                   |  |
| Кармел-сан                                     | |                                                |  |
| 01                                             | Независимая Кармел-сан «Бандзё: но Карумэру-сан» (バンジョウのカルメルさん)                                                                                     | 4 Апреля 2007                                  |  |

### Аудиодиски
Для первого сезона аниме Shakugan no Shana было создано 4 сингла, 2 из которых использовались в открывающих заставках, и 2 — в закрывающих. Первая открывающая тема Hishoku no Sora (яп. 緋色の空, The Crimson Sky) в исполнении Мами Кавады вышла в ноябре 2005 года, вторая под названием Being в исполнении Котоко — в марте 2006 года. Первая закрывающая тема Yoake Umarekuru Shōjo (яп. 夜明け生まれ来る少女, The Girl Born at Dawn) (исполнитель — Ёко Такахаси) вышла в октябре 2005 года, а Aka no Seijaku (яп. 紅の静寂, Crimson Silence), вторая закрывающая композиция (исполнитель — Ёко Исида) — в феврале 2006 года. Оригинальный саундтрек первого сезона был выпущен в январе 2006 года. Для анимационного фильма Shakugan no Shana были написаны две музыкальных композиции: закрывающая тема Tenjō o Kakeru Monotachi (яп. 天壌を翔る者たち, Those Who Scale Heaven and Earth) и песня Akai Namida (яп. 赤い涙, Red Tears). Оригинальный саундтрек фильма вышел в сентябре 2007 года.
Для аниме Shakugan no Shana Second также были созданы 2 открывающие композиции и 2 закрывающие. Первая открывающая тема Joint в исполнении Кавады вышла в октябре 2007 года, вторая под названием Blaze — в марте 2008 года. Закрывающими темами стали Triangle и Sociometry. Песня Sense была включена в 24-ю серию как закрывающая композиция, а в марте 2008 года вошла в альбом Кавады Savia. Оригинальный саундтрек Shakugan no Shana Second был выпущен в январе 2008 года. Открывающая тема для OVA Shakugan no Shana S называлась Prophecy, а закрывающая — All in Good Time; впоследствии она вошла в состав альбома Linkage. В 4-й серии звучит песня Portamento, также вошедшая в альбом Savia.
Для аниме Shakugan no Shana Final также были созданы 2 открывающие композиции и 2 закрывающие. Light My Fire, первая открывающая тема в исполнении Котоко, вышла в ноябре 2011 года, а вторая, Serment, — в феврале 2012 года. Первая закрывающая тема под названием I’ll Believe в исполнении группы Altima вышла в декабре 2011 года, вторая One — в феврале 2012 года. Песня Kōbō (яп. 光芒 Beam of Light) в исполнении Кавады звучит в конце 24 серии. В сериал также были включены ещё три песни Кавады: u/n, Akai Namida и Hishoku no Sora.
С февраля по апрель 2006 года издавались три альбома под общим названием Shakugan no Shana Assorted Shana, включающие в себя песни персонажей, записи аудиопостановок и фоновую музыку. Три альбома Shakugan no Shana II Splendide Shana выпускались с февраля по май 2008 года. Альбомы Shakugan no Shana F Superiority Shana, включающие в себя записи аудиопостановок, треки фоновой музыки и укороченные версии тематических песен из аниме Shakugan no Shana Final, выпускались с февраля по июль 2012 года. Песня Kōbō также вошла в альбом Superiority Shana.
Еженедельная радиопостановка Shakugan no Shana, состоящая из 4 частей, выходила в эфир с 29 ноября по 20 декабря 2003 года по радио Dengeki Taishō. Сценарий постановки был написан Яситиро Такахаси; её действие происходит между первым и вторым романами. Актёрский состав был отличен от того, который работал над аниме-адаптациями. CD-сборник Shakugan no Shana Drama Disc с постановкой 31 марта 2004 года стал доступен для заказа по почте. Другой CD-диск вошёл в состав номера журнала Animage издательства Tokuma Shoten за апрель 2008 года.

### Видеоигры
Визуальный роман с элементами Action/RPG Shakugan no Shana был разработан компанией Vridge и выпущен MediaWorks 23 марта 2006 года для приставки PlayStation 2. Пользователям, осуществившим предварительный заказ на игру, поставлялся также 36-страничный артбук под названием Honō (яп. 焔), содержащий иллюстрации от Ито. 7 февраля 2008 года игра была переиздана по классификации The Best. Сюжет к игре был написан Яситиро Такахаси, а дизайн персонажей разработала Нойдзи Ито. Открывающая тема Exist звучала в исполнении Риэ Кугимии и вошла в один из сборников Assorted Shana. Игрок выступает в роли Юдзи Сакая; основное время игры занимает чтение появляющегося на экране текста, являющегося рассказом или диалогом. В игре присутствуют 8 глав и пять возможных концовок, которые зависят от принятых в ходе игры решений. Периодически игроку предстоит делать выбор из нескольких вариантов. Игра в такие моменты приостанавливается до тех пор, пока выбор не будет сделан. Для полного раскрытия сюжета игроку нужно переиграть несколько раз, выбирая различные варианты. Кроме того, игроку периодически представляется возможность сыграть в мини-игру, требующую нажатия кнопок в определённом порядке за ограниченное время. Успех или проигрыш в данных мини-играх также влияют на концовки. Во время пошаговых боёв игрок принимает на себя роль Сяны и сражается с обитателями Багрового Королевства; Сяна способна применять силу огня, особые атаки и защищаться.
29 марта 2007 года вышла портированная версия игры для Nintendo DS под названием Shakugan no Shana DS; она также была создана Vridge и выпущена MediaWorks. Сделавшие предварительный заказ получали также календарь и артбук Tōka (яп. 灯火) с рисунками Ито. Сюжет к новой игре был написан Такахаси. В игру включена галерея изображений, где игрок может увидеть Сяну и Ёсиду Кадзуми в различных костюмах, а также боевой режим, позволяющий сражаться против компьютерных противников.
В качестве игрового персонажа Сяна появилась в ролевой игре Dengeki Gakuen RPG: Cross of Venus для Nintendo DS, другие персонажи произведений Shakugan no Shana также фигурируют в игре.

## Отзывы и критика
Согласно информации газеты Mainichi Shimbun, опубликованной в октябре 2011 года, спустя 9 лет после первой публикации было продано более 8,5 миллионов копий романов. К январю 2008 года продажи манги составили 1,2 миллиона копий. Высказываясь о манге, Терон Мартин из Anime News Network назвал её «худшей» по сравнению с аниме-сериалом и подчеркнул, что в аниме развитие персонажей происходит лучше, чем в манге. Мартин также подверг критике рисунок, сказав, что задние планы слабо детализованы, а многие сцены действия хотя и смотрятся неплохо, но тем не менее не походят на аналоги в аниме. В заключении обозреватель предупредил, что если для читателя это первое знакомство с франшизой, то лучше ознакомиться с аниме-версией.
Рассматривая аниме-сериал, Мартин выразил мнение, что первый сезон превосходит ожидания, и хотя отдельные элементы истории могут показаться знакомыми, об исполнении такого сказать нельзя. Мартин посчитал, что изображение трансформации Пламенного Тумана в аниме выдвигается на первый план, хотя и другим деталям уделено должное внимание. Обозреватель Крис Беверидж из Mania.com выразил опасение «нездоровой» сущностью сериала. Хотя он не отнёс аниме к разряду «инновационных», он посчитал, что сериал можно назвать «удачным» и развивающимся в лучшем направлении. Темп развития сюжета первого сезона был раскритикован за слишком быстрое окончание сюжетной ветки. Рецензия Мартина на аниме Shakugan no Shana Final была менее позитивной; он посчитал, что Юдзи был превращён в совершенно другого персонажа, раскритиковал внедрение большого количества видных персонажей, не достигших достаточного уровня развития, и описал некоторые моменты как «бессмысленные»; но вместе с тем рецензент положительно высказался о развитии Сяны в течение третьего сезона.